# El Edén, Tecpatán
El Edén är en ort i Mexiko.   Den ligger i kommunen Tecpatán och delstaten Chiapas, i den sydöstra delen av landet, 700 km öster om huvudstaden Mexico City. El Edén ligger 381 meter över havet och antalet invånare är 413. Den ligger vid sjön Presa Nezahualcoyotl.
Terrängen runt El Edén är huvudsakligen kuperad, men åt nordost är den bergig. Runt El Edén är det ganska tätbefolkat, med 83 invånare per kvadratkilometer. Närmaste större samhälle är Tecpatán, 16,1 km norr om El Edén. Omgivningarna runt El Edén är en mosaik av jordbruksmark och naturlig växtlighet.